# Луї Поль Боон
Луї Поль Боон (нід. Louis Paul Boon; 1912 — 1979) — бельгійський письменник і журналіст. Лауреат національних і міжнародних літературних премій. Писав нідерландською мовою.

## Біографія
Популярність на батьківщині Боон отримав лише після того, як його книги вийшли в сусідніх більш терпимих Нідерландах. В решті ж Європі його дізналися після публікації німецьких перекладів романів «Вулиця Капеллекенс» (1953) і «Літо в Тер-Мюрен» (1956). З цього моменту Боон став розглядатися імовірним кандидатом на Нобелівську премію з літератури, але престижну нагороду йому так і не довелося отримати.